# أحمد بناني (كاتب)
أحمد بناني (12 ديسمبر 1928 - 12 ديسمبر 1978)، هو باحث وأديب ومُفكر من رجال الحركة الوطنية المغربية.

## مسيرته
ولد الحاج احمد بناني بمدينة فاس في 12 ديسمبر 1928 و نشأ في بيئة مفعمة بالعلم والفكر، مما مكنه من الاتصال بالعديد من رجالات الفكر وطنيين و أجانب، كما أهله اتساع مداركه الثقافية إلى العمل بالصدارة العظمى (الوزارة الأولى) إبان الحماية ثم عين بديوان محمد الخامس وبعد الاستقلال عين مديرا للتشريفات الملكية ولقد مكنه موقعه الوظيفي - على حساسيته - من خدمة التوجه الوطني الهادف إلى تحرير الوطن من الاستعمار في ظروف بالغة الدقة والخطورة مما أكسبه ثقة رفاق الدرب النضالي التحرري. يقول فيه العلامة علال الفاسي في مقدمة لقصصه - أحمد بناني - و التي تحمل عنوان فاس في سبع قصص : «...أما مؤلف المجموعة فهو غني عن أن يقدم للقراء، انه صديقي الحميم الحاج احمد بناني الذي ازدانت الصحافة الوطنية منذ نشوئها بمقالاته و قصصه و أبحاته، فهو الكاتب المقتدر و الوطني الغيور الذي واكب الحركة الوطنية من يومها الأول و كان من أقطابها العاملين و رجالها المخلصين، و قد وقف قلمه دائما على خدمة دينه و بلاده، سواء قبل الاستقلال أو بعده، و من قلائل رجالنا المطلعين على تاريخ المغرب قديمه و حديثه، و على كتابات الأوربيين عنه و آرائهم فيه...»

## مؤلفاته
للحاج أحمد بناني أبحاث و مصنفات قليلة المثال و لا يستغني عنها باحث في الشؤون المغربية والعربية. من بين ما نشر له :
- فاس في سبع قصص : قصص، الرباط ، مطبعة الرسالة، 1968.
- دراسة تأملية في واقع المجتمع المغربي في منتصف الستينيات : مجلة (الإيمان)، 1964.